# London to Brighton Veteran Car Run

Meta London to Brighton Veteran Car Run w 2005 roku

London to Brighton Veteran Car Run − przejazd samochodów przeprowadzany dla upamiętnienia Locomotives on the Highway Act z 1896 roku, który podniósł dopuszczalną prędkość dla samochodów z 1,8 m/sek do 6,25 m/sek i zniósł obowiązek ostrzegania o nadjeżdżaniu auta z pomocą poprzedzającego go piechura. Przejazd samochodów celem uczczenia nowych regulacji prawnych zorganizowano 14 listopada 1896 roku. Od 1927 roku, w pierwszą niedzielę listopada, odbywa się przejazd samochodów zabytkowych, mający upamiętnić wydarzenie z 1896 roku. Przejazdu nie zorganizowano jedynie w okresie II wojny światowej oraz w roku 1947, kiedy benzyna była racjonowana. Obecnie trasa liczy 96 km i przebiega z Hyde Park do Brighton, a w przejeździe mogą uczestniczyć jedynie auta wyprodukowane przed styczniem 1905 roku.